# تریستین نورول
تریستین نوروِل (انگلیسی: Tristin Norwell) آهنگساز، موسیقی‌دان، ترانه‌سرا، تنظیم‌کننده، تهیه‌کننده موسیقی اهل بریتانیا است.
از فیلم‌هایی که وی در آن‌ها نقش داشته‌است، می‌توان به محاکمه خدا اشاره نمود. وی همچنین همکاری فراوانی با دیوید هولمز در ساخت موسیقی فیلم‌های کشتن ایو، ۷۱ و عشق معمولی داشت.